# Culicoides wansoni
Culicoides wansoni är en tvåvingeart som beskrevs av Maurice Emile Marie Goetghebuer 1935. Culicoides wansoni ingår i släktet Culicoides och familjen svidknott. Inga underarter finns listade i Catalogue of Life.